# Pachygone dasycarpa
Pachygone dasycarpa är en tvåhjärtbladig växtart som beskrevs av Wilhelm Sulpiz Kurz. Pachygone dasycarpa ingår i släktet Pachygone och familjen Menispermaceae. Inga underarter finns listade i Catalogue of Life.